# Que C'est Triste Venise
«Que c'est triste Venise» es una canción escrita por el artista armenio-francés Charles Aznavour y Françoise Dorin. Fue cantada por Aznavour con el acompañamiento musical de Paul Mauriat y su orquesta. Se grabó por primera vez en francés en 1964, y más tarde en español ("Venecia sin ti"), alemán ("Venedig im Grau"), inglés ("How Sad Venice Can Be" o "Venice Blue"en la versión de Bobby Darin) y en 1971 en italiano ("Com'è triste Venezia").
En 1964 y1965 estuvo en las listas de éxitos de Billboard en Francia, Brasil y Bélgica. En Argentina, la versión en español de Juan Ramón de 1965 alcanzó el n.º 1 en la lista de éxitos y el n.º 5 en Chile . La versión catalana del cantante Dyango, grabada en 1994 con el mismo nombre que la versión española, fue muy popular. 
La poetisa italiana Giulia Niccolai dedicó su poema de amor 'Como è trieste Venezia' a Charles Aznavour (por su conocida canción) y a Adriano Spatola.

## Premios
En 1964 recibió un premio Blason d'Or como uno de los mejores éxitos del año.

## Posicionamiento en lista
| Lista (1964-65)       | Posición |
| --------------------- | -------- |
| Argentina (CAPIF)     | 1        |
| Bélgica (Ultratop 50) | 4        |
| Brasil (ABPD)         | 8        |
| Francia (SNEP)        | 4        |